# 越南叶下珠
越南叶下珠（学名：Phyllanthus cochinchinensis），为大戟科叶下珠属下的一个植物种。